# Peuceptyelus coruscans
Peuceptyelus coruscans är en insektsart som beskrevs av Victor Lallemand 1946. Peuceptyelus coruscans ingår i släktet Peuceptyelus och familjen spottstritar. Inga underarter finns listade i Catalogue of Life.